# Ubaldino Peruzzi
Ubaldino Peruzzi de' Medici (Firenze, 2 aprile 1822 – Antella, 9 settembre 1891) è stato un politico italiano. Figlio di Vincenzo Peruzzi (1789-1847), gonfaloniere di Firenze, sposato con Emilia Toscanelli, fu sindaco di Firenze e uno dei primi ministri del neonato Regno d'Italia.

## Biografia
Ubaldino faceva parte del ramo della famiglia Peruzzi imparentatosi con i Medici alla fine del XVIII secolo grazie al matrimonio tra suo nonno, Bindo Simone (1729-1794), e Maria Luisa de' Medici (1756-1797), ultima erede diretta del casato mediceo.

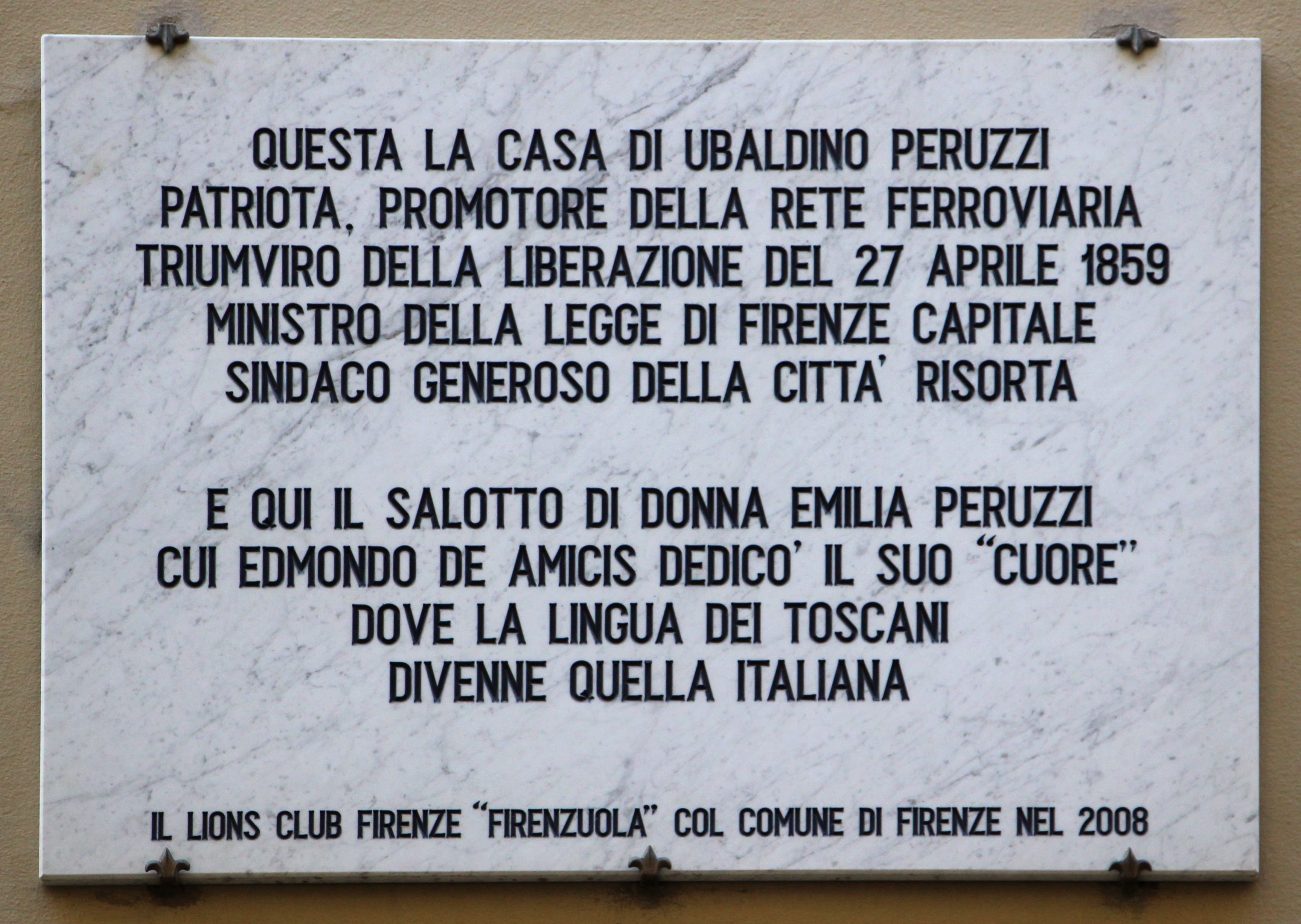
Lapide dedicata a Ubaldino Peruzzi e Donna Emilia Peruzzi in Borgo dei Greci, Firenze

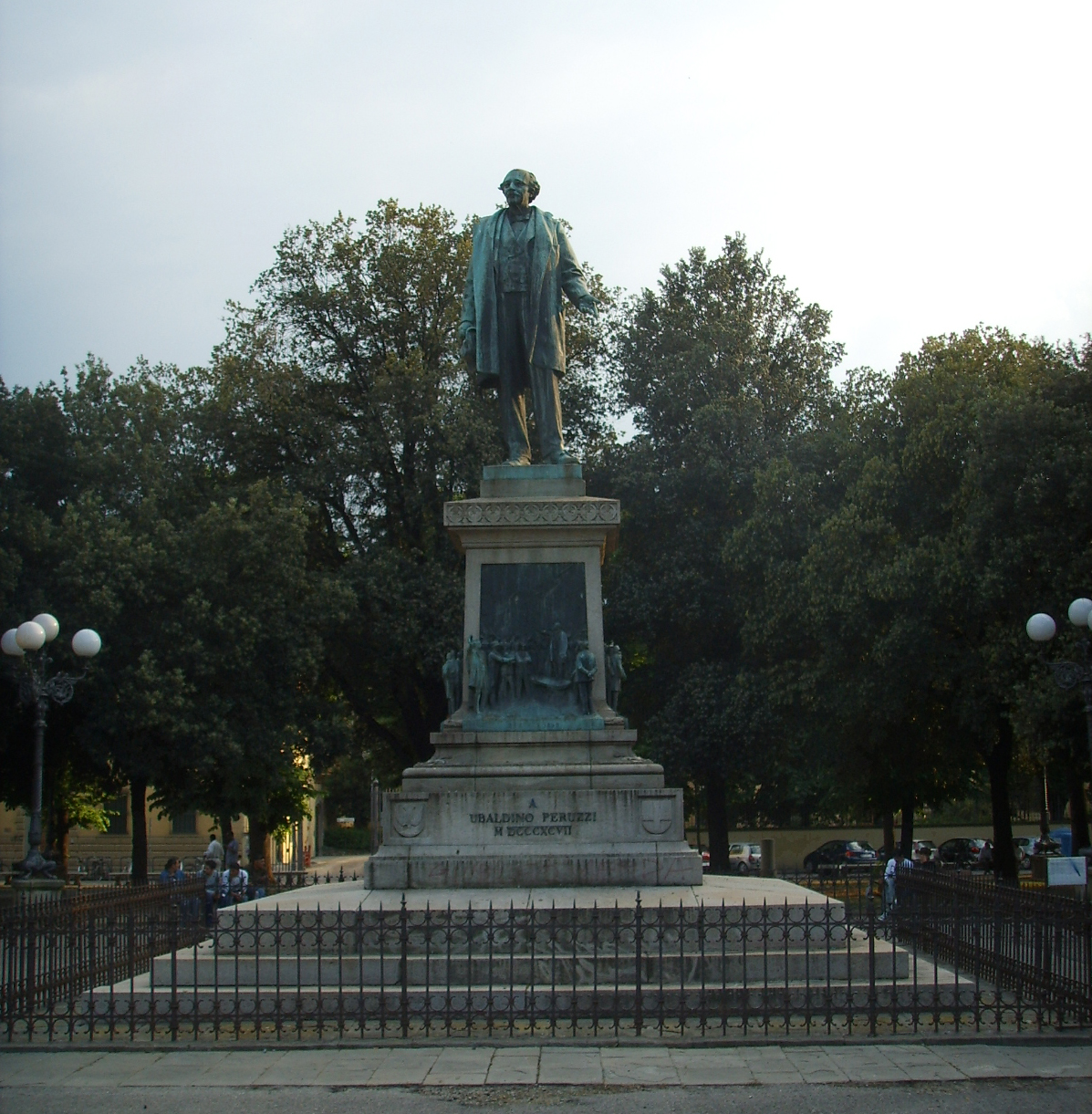
Statua di Ubaldino Peruzzi in piazza dell'Indipendenza, Firenze

### Vita politica
Insieme a Bettino Ricasoli, al quale era anche legato da rapporti di parentela, fu il più autorevole tra i moderati toscani che, specialmente negli anni immediatamente successivi all'Unità d'Italia, ebbero un ruolo preminente nella vita politica nazionale. Ubaldino fu membro autorevole del Parlamento toscano nel 1848 ma, deluso nelle speranze che inizialmente aveva riposto nel granduca Leopoldo Il, quando questi abolì la Costituzione fu attratto alla causa unitaria, e nel 1859 fece parte del Governo provvisorio della Toscana. Tra gli incarichi nazionali assolti, fu Ministro dei lavori pubblici con Cavour (1860-1861) e con Ricasoli (1861-1862). Successivamente fu nominato Ministro dell'interno nel governo Minghetti (1863-1864). Durante questo periodo fu impostata la legge comunale e provinciale che poi sarebbe stata approvata nel 1865, quando il Peruzzi aveva già lasciato il ministero. In qualità di Ministro dell'interno fu anche il firmatario della Legge Pica, entrata in vigore il 15 agosto 1863.
Entrò nel Consiglio provinciale toscano nel 1865, e vi rimase senza interruzioni fino alla morte. Presidente della Provincia fiorentina dal 1865 al 1870, partecipò attivamente alla vita del Consiglio provinciale come membro di molte commissioni. Fu sindaco di Firenze dal 1870 al 1878. Nel 1876 insieme a Giovanni Pini dette vita ad un Comitato Promotore che portò il 22 giugno dello stesso anno alla fondazione del Collegio degli Architetti e Ingegneri in Firenze. Ubaldino Peruzzi fu nominato Presidente Onorario, mentre il primo presidente del Collegio fu il professor Felice Francolini.

### Vita privata
Da ricordare che nella casa dei Peruzzi, sita in di Borgo dei Greci (anche se la sua dimora preferita era la villa dell'Antella sulle colline fiorentine nel Comune di Bagno a Ripoli dove morì) per iniziativa della moglie, la «Signora Emilia» Toscanelli, ebbe vita il più importante salotto culturale del tempo conosciuto come il «salotto rosso» che fu frequentato assiduamente da personaggi come Edmondo De Amicis, Ruggiero Bonghi, Giovan Battista Giorgini, Alfredo Baccarini, Marco Tabarrini, Leopoldo Galeotti, Adriano Mari, Isidoro Del Lungo, Renato Fucini, Cesare Alfieri e tanti altri intellettuali del tempo.
Fu cognato di Giuseppe Toscanelli, fratello della moglie Emilia.